# 7100 Martin Luther
7100 Martin Luther este o planetă minoră (asteroid), cu un diametru de 3,79 km, din centura de asteroizi. A fost descoperită pe 29 septembrie 1973 la Observatorul Palomar de Cornelis Johannes van Houten și a fost numită după Martin Luther. 
Obiectul prezintă o orbită caracterizată de o semiaxă mare de 2,8673054 UAi, o excentricitate de 0,09, o înclinație de 1,26657 ° în raport cu ecliptica.